# Microphor armipes
Microphor armipes är en tvåvingeart som först beskrevs av Axel Leonard Melander 1927.  Microphor armipes ingår i släktet Microphor och familjen styltflugor.
Artens utbredningsområde är Washington. Inga underarter finns listade i Catalogue of Life.